# Пад Сасанидског царства
Сасандска ера је била један од најутицајнијих периода у историји Ирана. Такође означава трећи успон великог иранског царства, династије која се супротставила свом претходнику, Ахеменидима, који су, попут Сасанида, били пореклом из покрајине Парс, а у неким случајевима Парћани, у слави и моћи. Иако се борило у многим походима током римско-персијског рата против Римског царства, свог суседа и архи непријатеља, више од 400 година, Сасанидско царство је препустило своје завештање не византијско-римском царству, већ наступајућим арапским муслиманима са својих јужних граница. Међутим, конфликт са византијанцима је у великој мери допринио његовој слабости, исцрпљивши ресурсе Сасанида, и  остављајући их тако као главну мету муслиманна.

## Друштвени проблеми
Сасанидско друштво је било подељено у четири сталежа: свештеници, ратници, секретари и обичне људе. Овај други је формирао већину становништва, послужио је као једина пореска основица и остао је најсиромашнији сталеж. На врхунцу Хозроја II и њговог амбициозног освајања византијске територије на Леванту и већем делу Мале Азије, порези су драматично порасли, а већина људи није могла платити. Године сасанидско-византијских ратова су уништиле трговинске путеве и индустрију, главне изворе прихода становништва. Постојећа административна структура Сасанида показала се неадекватном када се суочила са комбинованим захтевима изненада проширене империје, привреде и становништва. Брзо смењивање владара и повећање моћи земљопоседника (дехкана) у провинцијама  додатно су смањили Сасаниде. Током четрнаест година и дванаест краљева који су се смењивали на престолу, Сасанидско царство је знатно ослабило, а снага централне власти прешла је у руке његових војсковођа. Чак и када се након серије удараца  појавио један снажан краљ, Сасаниди се никада нису потпуно опоравили.

## Војска
Године ратова између Сасанида и Византијаца, као и напрезања против Хазарске инвазије на Трансаквазију, исцрпили су војску. Због изостанка способног владар који би пратио пример Хозроја II, дошло је до правог хаоса у друштву и проблема у покрајинској администрацији, све док власт није преузео Издигерд III. Сви ови фактори су у значајној мери поткопали снагу персијске војске. Издигерд III је имао само осам година када је дошао на престо, и био је без искуства, па није ни покушао да обнови војску. Сасанидско царство је било високо децентрализовано и заправо је било "конфедерација" са Парћанима, који су и сами задржали висок ниво самосталности. Међутим, након последњег сасанидско-византијског рата Парћани су желели да се повуку из конфедерације, а сасаниди су били изузетно слабо  припремљени и слабо опремљени да успоставе делотворну и кохезивну одбрану пред муслиманским војскама. Штавише, моћне северне и источне Парћанске породице, Куст-и Кварасан и Куст-и Адурбадаган, повукле су се у због своје властита охолост и склопиле мир са Арапима, одбијајући да се боре уз Сасаниде.
Пуршариати тврди да су арапска освајања Месопотамије "спроведена, не, као што се најчешће веровало, у годинама 632-634, након ступања на власт последњег сасанидског краља Издигерда III (632-651) на власт, већ у периоду од 628 до 632".Важна последица ове промене у временској линији значи да су арапска освајања започела управо кад су Сасаниди и Парћани били ангажовани у међусобном рату над око тога ко ће наследити сасанидски  престо.
Када су арапске трупе начиниле своје прве упаде на територији Сасанида, Издигерд III их није сматрао претњом и одбио је да пошаље војску у сусрет освајачима. Када је главнина арапске војске стигла до персијских граница, Издигерд III је одуговлачио да пошаље војску против Арапа. Чак и Ростам-е Фарокхзад, који је био Еран Спахбод  и вицекраљ, није видео Арапе као претњу. Када су коначно почела непријатељства између Сасанида и Арапа, персијска војска се суочила са фундаменталним проблемима. Иако се њихова тешка коњица показала ефикасном против римских снага, била је сувише спора и недисциплинована да делује пуном снагом против окретне и непредвидиве лако наоружане арапске коњиц е и пешадије у виду стрелаца.
Персијска војска је имала неколико почетних успеха. Ратни слонови привремено су зауставили арапску војску, али када су се арапски ветерани вратили са сиријског  фронта на коме су се борили против византијске војске, они су научили арапску војску како се суочити са овим зверима. Тако су ратни слонови изгубили своју ефикасност на бојном пољу.
Ови фактори допринели су одлучном поразу Сасанида у бици за Ел Кадишијах. Персијанци, који су  само једну генерацију раније освајили Египт и Малу Азију, губили су пресудне битке када су их нападали окретни, лако наоружани Арапи навикли на сукобе и пустињске ратове. Арапска трупе су поразиле персијску војску у још неколико битака што је своју кулминацију достигло у бици код Нахаванда, последњој великој бици са Сасанидима. Династија Сасанида је престала да постоји са смрћу Издигерда III 651. године.